# Borrador Hartz
Hartz IV es un nombre que se da a las recomendaciones surgidas de una comisión para las reformas del mercado laboral alemán en 2002. Su nombre se debe a la presidencia de la comisión, Peter Hartz. Esta serie de reformas conocidas como Hartz I - Hartz IV llegó a la Agenda 2010 del Gobierno alemán. Las reformas Hartz I - III tuvieron lugar entre el 1 de enero de 2003 y 2004; Hartz IV empezó el 1 de enero de 2005.
La comisión Hartz fue fundada el 22 de febrero de 2002. Su nombre oficial era die Kommission für moderne Dienstleistungen am Arbeitsmarkt, que traducido significaría "comisión para servicios modernos en el mercado laboral". Sus quince miembros estaban liderados por Peter Hartz, posteriormente nombrado director de personal de Volkswagen.
La comisión llegó con trece módulos de innovación sugiriendo cambios en el sistema del mercado laboral alemán. Estos fueron luego llevados a la práctica.
- Datos: Q566910